# Rhododendron chamaezelum
Rhododendron chamaezelum är en ljungväxtart som beskrevs av I. B. Balfour och Forrest. Rhododendron chamaezelum ingår i släktet rododendron, och familjen ljungväxter. Inga underarter finns listade i Catalogue of Life.